# Kururugi Aoi
Kururugi Aoi (枢木 あおい (Xu-Mộc Quỳ) 20 tháng 3 năm 1998 –) là một nữ diễn viên khiêu dâm và ca sĩ người Nhật Bản. Cô đến từ Kyōto. Cô thuộc về công ty LIGHT.

## Sự nghiệp
Cô sinh ra tại tỉnh Kyōto. Trước khi vào ngành, cô đã hoạt động với tư cách là thần tượng ngầm (Cô là thần tượng solo tại quê nhà Kansai).
14/5/2017, cô đã ra mắt ngành phim khiêu dâm từ hãng Candy với phim "Một cô gái xinh đẹp đến từ Kyōto làm việc tại nhà hàng cao cấp ra mắt ngành phim khiêu dâm Kururugi Aoi" (高級料亭で働く京都出身はんなり美少女がAVデビュー 枢木あおい). Cái tên "Kururugi" được chọn bởi chủ tịch công ti chủ quản cho cô vì mặc dù nó khó đọc, thế nhưng khi đọc ra người ta sẽ nhớ tên cô.
Sau khi đóng 2 phim cho mỗi hãng Candy và Muku với hợp đồng độc quyền, trong một thời gian cô đã có quyết định dừng hoạt động, nhưng đã đổi ý và kể từ tháng 9/2017 cô đã đóng các phim với thể loại đa dạng từ nhiều hãng khác nhau với tư cách là nữ diễn viên tự do.
Tháng 11/2017, phim khiêu dâm thực tế ảo đầu tiên của cô "Nhóm xử lí khiếu nại bằng cơ thể! SEX VR chảy tràn tinh dịch Kururugi Aoi" (身体を使ったクレーム処理班！中出しSEX VR　枢木あおい). Kể từ đó, cô đã nhận được nhiều lời khen ngợi, đặc biệt là với các phim thực tế ảo. Trong phim tổng hợp hay nhất của KMP phát hành vào tháng 5/2020, cô được miêu tả là "Nữ hoàng thực tế ảo". Ngay cả đối với các phim 2D, có nhiều lời khen và gợi ý về sự thành công của cô với thực tế ảo, và phim thực tế ảo phát hành vào cuối tháng 2/2018 của cô "Thần tượng nhảy & Ảnh quần lót siêu gần Nhân viên phục vụ nhà thổ xà phòng JOI & Quan hệ chảy tràn tinh dịch thô" (超至近距離でアイドルダンス&パンチラ見せつけオナサポ応援娘 JOI＆生中出しセックス) đã xếp thứ nhất trong bảng xếp hạng video hàng tháng DMM Video.R18 tháng 3/2018.
Tháng 10/2018 cô bắt đầu sự nghiệp ca hát với vị trí nổi bật trong Lady Team thuộc bản mở rộng của nhóm Lady Madonna. Kể từ đó, cô tiếp tục xuất hiện cùng với nhóm Lady Madonna và Milky Pop Generation.
Tại sự kiện AV OPEN 2018 tổ chức năm 2019, các phim của cô được đề cử cho các hạng mục nghiệp dư, trình độ cao và VR-1 Grand Prix mỗi hạng mục 1 phim. Trong số đó "" (今からこの一家全員レイプします 大○区田園○布) đã xếp thứ hai trong hạng mục trình độ cao, và tại lễ trao giải tổ chức vào ngày 23/5/2019 cô đã làm người dẫn chương trình giới thiệu cho nhà sản xuất Isogai. Tháng 2/2019, phim của cô "Phim kỉ niêm 2 năm KMP VR! Cuộc gặp đặc biệt của những thành viên peaceful off-paco (lỗi thời)!! Hachino Tsubasa, Mitani Akari, Takasugi Mari, Kururugi Aoi" (KMP VR 2周年記念作品！究極のピースフルオフパコ開催スペシャル！！ 八乃つばさ・美谷朱里・高杉麻里・枢木あおい) xếp thứ nhất trong "Phim khiêu dâm VR (thực tế ảo) này thật tuyệt!".
Cô xếp thứ 32 trong bảng xếp hạng 100 nữ diễn viên khiêu dâm tốt nhất hàng năm được FANZA thông báo vào năm 2018. Cô đã xếp thứ 1 trong hạng mục Nữ diễn viên trong thông cáo hàng tháng của FANZA đăng vào tháng 4/2019 "Diễn viên khiêu dâm này thật tuyệt! Mùa đông 2018", và đã nhận giải Nữ diễn viên xuất sắc tại SOD AWARD vào tháng 3/2019. Cô xếp thứ 7 trong bảng xếp hạng 100 nữ diễn viên khiêu dâm tốt nhất hàng năm năm 2019 của FANZA. Cô còn xếp thứ 4 trong hạng mục Nữ diễn viên nói chung trong thông cáo hàng tháng của FANZA đăng vào tháng 4 "Diễn viên khiêu dâm này thật tuyệt! Mùa đông 2020". Cô cũng đã xếp thứ nhất trong cuộc bầu cử qua Twitter. Vào mùa hè năm 2020, cô cũng đã xếp thứ 8 trong hạng mục Nữ diễn viên.
Trên trang phim khiêu dâm S-cute, cô đã xếp thứ 1 trông bảng xếp hạng nữ diễn viên hàng năm trong 3 năm liên tiếp từ 2017 đến 2019.
Tháng 9/2020, cô ra mắt dưới tên Kuroki Aoi (くろき葵) từ hãng KUKI.
9/11/2020, cộng đồng người hâm mộ chính thức của cô 【公式】枢木あおいファンクラブ~枢木組~ ([Chính thức] Công đồng người hâm mộ Kururugi Aoi ~Nhóm Kururugi~) đã được lập trên nền tảng CAMPFIRE community.
11/11/2020, đĩa CD đầu tiên của cô "Rondo" (輪舞曲) được phát hành bởi Milky Pop Generation (Một buổi diễn độc tấu trực tiếp sẽ được tổ chức để kỉ niệm ra mắt đĩa CD vào ngày 2/9, và các lượt đặt sách sẽ được mở cùng thời điểm). Vào cùng ngày, bài hát sẽ được phát hành trên các nền tảng trả phí như Apple Music.Spotify. YouTube Music và cả cho phép tải xuống trên iTunes Store. Vào ngày 27/11, cô đã biểu diễn trực tiếp trên sân khấu với tư cách là ca sĩ solo tại sự kiện "LADY MADONNA-phiên bản mở rộng～I saw her standing there～Lúc đó trái tim tôi đã bị đánh cắp～" (LADY MADONNA-拡大版-I saw her standing there～その時ハートは盗まれた～) tổ chức tại CLUB-CHITTA Kawasaki. 24/4/2021, buổi diễn độc tấu đầu tiên của cô "Hãy gặp nhau trên mặt trăng vol.7" được tổ chức tại Sangenjaya Grapefruit Moon ở Tokyo. Tháng 8 cùng năm, cô xếp thứ 40 trong "Bảng xếp hạng FLASH 2021 diễn viên nữ gợi cảm chọn bởi 300 độc giả".
Cô đã xếp thứ 1 trên bảng xếp hạng nữ diễn viên khiêu dâm hàng tháng của sàn video FANZA tháng 7/2021。
Tháng 9/2021, cô được chỉ định làm nữ diễn viên đại diện cho chiến dịch Triple HAPPY 2021. Vào ngày 30/11, cô đã được đề cử bởi Vanilla Sky Channel và đã nhận giải Valuable Actress of Vanilla Sky Channel tại Giải thưởng truyền hình phim khiêu dâm Sky PerfecTV!.
18/2/2022, bài hát đơn thứ hai cua cô “Byakuya ni Tsuki" (白夜に月) sẽ được phát hành. Cô đã chuyển hãng thu âm sang DESERT AIR RECORDS. Vào ngày 17/2, ngày trước ngày phát hành, một buổi diễn trực tiếp tại cửa hàng HMV&BOOKS SHIBUYA ở Shibuya, Tokyo. Buổi diễn trực tiếp đầu tiên của cô với hàng thu âm đã được tổ chức tại Ebisu club aim vào ngày 23/2. Bài hát đã được chọn làm bài hát USEN Power Play trong tuần ngày 28/2. Buổi diễn độc tấu trực tiếp của cô cũng đã được tổ chức tại Sangenjaya vào ngày 4/4.
Cô đã được chọn làm diễn viên lồng tiếng cho nhân vật chính Eve Asaka trong trò chơi trình duyệt "Crimson Youma Taisen mới/(Double X)'" phát hành vào tháng 3/2022. Đây là lần đầu cô được thử thách làm diễn viên lồng tiếng và lần đầu cô vào vai nhân vật chính. Vào ngày 5/6, buổi nói chuyện trực tiếp dài đầu tiên "Sự kiện trò chuyện Kỉ niệm 5 năm ra mắt ngành của Kururugi Aoi Chào! Câu chuyện của Kururugi từ con số 0" sẽ được tổ chức tại Shinjuku Loft/Plus One.  Vào ngày 2/9, cô được chỉ định làm nữ diễn viên quảng cáo cho "Chiến dịch Triple HAPPY 2022" của HHH Group. Vào ngày 13-14/9, cô xuất hiện với tư cách ca sĩ tại "Buổi kỉ niệm 10 năm Millegen LIVE Sweet Memories" được tổ chức tại Ruido Harajuku ở Tokyo. Vào ngày 27/2/2023, cô sẽ xuất hiện tại sự kiện âm nhạc trực tiếp "MOON-LIGHT Huyền thoại" (MOON-LIGHT伝説) đồng tổ chức bởi  LIGHT và hãng thu âm Milky Pop Generation. Vào ngày 20/3, cô đã tổ chức một buôit diễn độc tấu trực tiếp "Hãy gặp nhau trên mặt trăng Birthday Special" (月で逢いましょう) ở Tokyo.
14/4/2023, cô được thông báo trở thành nữ diễn viên độc quyền của S-Cute. Cô cũng đã thông báo sẽ dừng hoạt động với tư cách là nữ diễn viên khiêu dâm trong 1 năm. Trong một cuộc phỏng vấn, cô đã nói về lí do nghỉ việc rằng "Tôi ban đầu muốn nghỉ đóng phim khiêu dâm khi khoảng 25, 26 tuổi" và "Tôi có nhiều điều muốn làm, và tôi muốn có thêm các trải nghiệm khác".
3/7/2023, phim tổng hợp của cô "【Túi may mắn】S-Cute chỉ có những cô gái xinh đẹp 15 phim không cắt 38 tiếng bản ghi!"(【福袋】S-Cute 可愛い子だけ15作品をノーカット収録38時間!) phát hành tháng 12/2022 đã xếp thứ nhất trên bảng xếp hạng sàn video FANZA hàng tuần. Phim cũng đã trở lại vị trí thứ 3 trên bảng xếp hạng sàn video FANZA tuần ngày 7/8.
Vào ngày 30/10 cùng năm, tại sự kiện "Hãy gặp nhau trên mặt trăng vol.81" được tổ chức tại Sangenjaya Grapefruit Moon ở Tokyo, cô đã tự đặt ra mục tiêu hát lại tất cả các bài vocaloid, và đã hát 8 bài＋ 3 bài encore. Cô cũng thông báo sẽ tiếp tục sự nghiệp ca hát sau khi nghỉ việc nữ diễn viên khiêu dâm. Vào ngày 10/11 cùng năm, cô tiết lộ rằng đã quay xong phim khiêu dâm cuối cùng trong sự nghiệp. Ngoài ra và ngày 18/11, sự kiện nói do Kururugi Aoi×Nagisa Mitsuki tổ chức "Kurunagi to Issho!” sẽ được tổ chức tại Shinjuku Loft/Plus One ở Tokyo. Cô đã xếp thứ 3 trên bảng xếp hạng nữ diễn viên khiêu dâm hàng tháng của sàn video FANZA tháng 11 cùng năm.

## Đời tư
- Cô đã được giáo dục giới tính năm 14 tuổi,[32] và đã quan hệ tình dục lần đầu vào năm 16 tuổi.[33]
- Kĩ năng đặc biệt của cô là bơi lội[1] và nhắm nửa mắt. Sở thích của cô là chơi máy pachislot và hát karaoke, trong đó cô thường hát các bài anime.[32] Khả năng ca hát của cô cũng được đánh giá cao.[34]
- Cô yêu thích máy pachislot nhiều đến mức cô có một máy thật (được mua lại) tại nhà. Trong phim tổng hợp phát hành vào tháng 11/2019, cô được giới thiệu là một "chuyên gia đánh bạc Kansai" mặc dù 6 diễn viên còn lại được giới thiệu theo hướng khiêu dâm.
- Núm vú của cô nhô ra như khi bị kích thích ngay cả trong những lúc bình thường.
- Cái tên "Kururugi-gumi" (枢木組) được gợi ý cho cô bởi người hâm mộ Nhật Bản vào ngày 22/6/2018. Tên đó sau này được cô dùng để đặt cho cộng đồng người hâm mộ.
- Cô sống tại vùng Kansai và đến Tokyo nơi cô làm việc mỗi 2 tuần.[35] Các nữ diễn viên từ vùng Kansai thường nói phương ngữ Kansai hay chọn các vai trong phim cần nói giọng Kansai, tuy nhiên điều này hiếm khi xảy ra. Tuy nhiên, nếu được yêu cầu, cô sẽ nhập vai tốt. Từ khi trào lưu phim khiêu dâm với giọng địa phương bùng nổ vào khoảng năm 2021, số vai của cô với giọng Kyōto đã tăng lên, và người ta phân tích rằng số vai đã tặng lên kể từ phim "Dù tôi có bạn gái ở gần đây~" (至近距離に彼女がいるのに～) phát hành vào tháng 5/2019.[36] Số từ tục tĩu trong phim này như "Cơ quan sinh dục tôi nóng như takoyaki" thường được nhắc đến trong các cuộc phỏng vấn và bài đánh giá tại thời điểm đó.[36]
- Cô sử dụng xà phòng tắm LUSH Mitsubachi March, và dầu gội và xả TOKIO Inkarami.
- Nickname "Kururun" (くるるん) của cô cũng chính là của Kuruki Rei. Bìa phim của Kuruki Rei "Nếu bạn có thể chịu được kĩ năng tuyệt vời của Kuruki Rei, bạn sẽ nhận được★SEX xuất tinh mạnh!" đã ghi rằng "Đây không phải là Kururugi Aoi". Trong phim hợp tác của cô với Rei phát hành bởi Kawaii, phần giới thiệu ghi là "2 nữ chính Kururun nổi tiếng".
- Tháng 11/2020, cô được giới thiệu bởi nam diễn viên khiêu dâm Revolver Head là có kĩ năng liếm dương vật tốt nhất, và phong cách liếm dương vật của cô được đặt tên là "Metronome Fellatio".[37]
- Cô có thể điễn được nhiều vai khác nhau, từ một nữ sinh và em gái đến sinh viên đại học và người vợ trẻ, và nhiều người đã khen ngợi diễn xuất của cô, tuy nhiên điều này không có nghĩa là cô vốn đã giỏi từ đầu, và cô đã học hỏi từ kinh nghiệm đóng các vai phụ liên tiếp trong phim khiêu dâm thực tế ảo, và cô đã được ban biên tập xếp trong bảng "Phim khiêu dâm thực tế ảo này thật tuyệt!".[38] Cô đã xếp thứ nhất trong hạng mục Nữ diễn viên trên trên cùng bảng xếp hạng trong 4 kì liên tiếp kể từ nửa sau năm 2018.[38]
- Cô là bạn thân của Takasugi Mari, người cô đã cùng xuất hiện trong nhiều sản phẩm. Cô cũng đã tiết lộ rằng cô là bạn tốt với Mitani Akari và Mihina trong chương trình "Buổi hẹn hò lái xe riêng tư cùng Kururugi Aoi". Cô nói rằng tính cách của cô là "về cơ bản thì vô tư" và cô không thể diễn "kiểu đáng yêu".[39] Kể từ khi xuất hiện trong phim của đạo diễn Samoari, cô đã đóng nhiều vai dâm đãng quỷ dị, và cô cũng đã học được kĩ năng hành hạ núm vú trong đó ngón cái và ngón giữa sẽ giữ chắc núm vú trong khi vuốt ve núm bằng ngón trỏ. Kĩ năng này còn được gọi là "Móng vuốt rồng", và cô đã học được nó khi đóng phim.
- Tháng 8/2023, báo chí đăng tải rằng khi cô đi tàu Shinkansen, hành lí cô để trên ghế bên cạnh khi ngồi đã bị hành khách ngồi cạnh nó vứt ra ngoài.[40]
- Sau khi quay phim khiêu dâm vào ngày 15/11/2023, cô đã xỏ khuyên tai kiểu công nghiệp và xỏ khuyên môi ở môi dưới.[41]